# Kia Nurse
Kia Nurse (Hamilton, 22 febbraio 1996) è una cestista canadese.

## Carriera
È stata selezionata dalle New York Liberty al primo giro del Draft WNBA 2018 con la 10ª chiamata assoluta.
Con il Canada ha disputato due edizioni dei Giochi olimpici (Rio de Janeiro 2016, Tokyo 2020), tre Campionati mondiali (2014, 2018, 2022) e tre Campionati americani (2013, 2015, 2017).
.

## Palmarès
- 2 volte campionessa NCAA (2015, 2016)